# 埃爾克拉皮茲 (密歇根州)
埃爾克拉皮茲（英語：Elk Rapids）是位於美國密歇根州安特里姆縣的一個村。

## 人口
根據2020年美國人口普查的數據，埃爾克拉皮茲的面積為5.20平方千米，當中陸地面積為4.27平方千米，而水域面積為0.93平方千米。當地共有人口1529人，而人口密度為每平方千米294人。